# 日本コンチネンタル空輸
日本コンチネンタル空輸（にほんコンチネンタルくうゆ 英語：JAPAN CONTINENTAL AIRWAY）(JCA）はかつて日本の九州に存在した航空会社。鹿児島県の枕崎空港などを拠点としたチャーター飛行、遊覧飛行などの事業を行っていた。
1992年にセスナ 172を取得、1993年にブリテン・ノーマン　アイランダーを取得。1996年頃に事業を廃止した模様。
- 藤嶽彰英『秘湯の旅』（1978年）に、当社の航空機で鹿児島空港から薩摩硫黄島飛行場を訪れたとの記述があるので、少なくともその頃から航空事業をおこなっていた[3]。

## 保有機材
- ブリテン・ノーマン　アイランダー[1]
- セスナ 172[1] JA3531
- セスナ U206G[1]